# René Spaeth
René Spaeth qui publie son œuvre littéraire sous le pseudonyme René d'Alsace, né le 18 août 1890 à Intra en Italie et mort le 21 novembre 1972 à Colmar, est un poète et journaliste régionaliste du XXe siècle, directeur de La Pensée française, fondateur de L'Alsace à l'œuvre et de l'Académie d'Alsace.

## Biographie
René Jean Spaeth, né le 18 août 1890 à Intra en Italie a des parents d'origine alsacienne. Il est le fils de Gustave Adolphe Spaeth, directeur de filature et de Jeanne Caroline Sorg (1867-1934).
Dès son plus jeune âge, il est attiré par la littérature et rêve d’une vie consacrée à l’art. Encore lycéen, il publie, sous le nom de René d’Alsace une plaquette de courtes pièces, marquant ainsi ses premiers pas dans le monde littéraire.
Étudiant, il fonde une revue bimensuelle de littérature intitulée L’Œillet rose, qui connaît un succès notable pendant deux ans. Cette revue devient un tremplin pour de nombreux jeunes talents, dont certains deviendront des figures importantes dans divers domaines professionnels. Parmi les collaborateurs notables de cette revue figurent le lieutenant-colonel aviateur Pierre Weiss, le poète René d’Avril, et Gérard de Lacaze Duthiers. Sous l’égide de L’Œillet rose, il publie son premier recueil de poèmes intitulé Mon cœur…, qui attire l’attention de critiques littéraires comme René Boylesve. Suivent ensuite La Paresse Etoilée et Les Cendres Bleues, ce dernier étant particulièrement bien reçu par la critique pour sa précision et son harmonie poétique.
Sursitaire pour terminer ses études de droit à l'Ecole supérieure de commerce de Nancy, il est incorporé en octobre 1913 pour faire son service militaire au 20e Escadron du train des équipages militaires. Il est réformé temporairement en mai 1914, pour syphilis secondaire, jusqu'à son rappel  en novembre 1914, comme conducteur, à la suite de la mobilisation pour la Première Guerre mondiale. Il passe au 13e Régiment d'artillerie (service automobile) en janvier, puis au 83e Régiment d'artillerie lourde à tracteurs en décembre 1915 où il reste affecté jusqu'à sa démobilisation.
Profondément affecté par la guerre, il cesse de publier jusqu’en 1922 et exerce des fonctions commerciales dans un cabinet d'expertise. À cette époque, il prend la direction des éditions de La Pensée Française à Strasbourg et devient rédacteur en chef de la revue du même nom. Cette revue, qui déménage ensuite à Paris, devient un important organe littéraire de l’époque.
Dans une chronique parue dans la Pensée française en 1925, la critique littéraire Renée Dunan, parlant du recueil La Présence Invisible écrit que « ce volume, comme tous les livres des vrais poètes, a un sens et une pensée directrice. De la Jonchée des Roses qui lui sert de prélude, au Poème Inachevé qui le termine, on suivra le fil tenu qui mène de L'Ame sœur à l'ennui doré par La Jeunesse retrouvée et les Tapisseries Chimériques. Le lecteur sentira par ces seuls titres cette humeur à la fois mélancolique et voluptueuse, attendrie et découragée, qui fait le fond du livre et l'âme de son auteur ».
Valentin Bresle écrit en 1934 dans le Mercure universel que parmi les œuvres majeures de René d’Alsace, le roman L’Enfant artificiel connaît un succès notable et a été salué par des écrivains comme Victor Margueritte pour son originalité et sa pertinence documentaire.
Veuf d'un premier mariage, il épouse Lucienne François (1901-1975) le 6 février 1936 à Strasbourg. Pendant la Seconde Guerre mondiale, il se doit se retirer à Gérardmer. Jusqu'en 1940, il est directeur de l'organe économique, littéraire et social L'Alsace à l'œuvre, et en 1946 directeur de l'agence colmarienne du Journal d'Alsace et de Lorraine.
Il crée l'Académie d'Alsace et des jeux florimontains de Strasbourg, à Colmar le 25 mai 1952 et en assure la présidence jusqu'à sa mort. Elle sera ensuite nommée plus simplement Académie d'Alsace et aujourd'hui, Académie des sciences, lettres et arts d'Alsace.
René Spaeth meurt à Colmar le 21 novembre 1972.

## Œuvres principales
- Tante Lily, valse chantée, musique de Mme Alfred Gétraud, 1910[12]
- L'Enfant artificiel, 1926
- L'écharpe mauve, 1930[13]
- L'Homme greffé, 1932
- Le Cortège des ombres, poèmes, 1955
- Le chemin de ronde, 1961
- Le livre de la dame blanche, 1964[14]

## Distinctions
- Croix de guerre 1914–1918
- Officier de l'ordre national du Mérite
- Chevalier de l'ordre des Arts et des Lettres
- Chevalier de la Légion d'honneur, décret du 5 septembre 1950[9]
- Commandeur de l'ordre de l'Etoile noire du Bénin[15]
- 1956 : Académie française - Prix Caroline Jouffroy-Renault pour Le Cortège des ombres
- 1965 : Académie française - Prix Broquette-Gonin (littérature) pour Le livre de la dame blanche
- 1969 : Académie française - Prix Louis-Paul Miller pour La rose du soir[16]

## Hommages et postérité
- Prix René Spaeth : le Grand Prix de l'Académie des sciences, lettres et arts d'Alsace fondé en 1973 par Madame Spaeth en souvenir de son mari, récompense l'ensemble d'une œuvre littéraire, historique, artistique ou scientifique consacrée à l'Alsace[17].
- L'école primaire de Rotenberg à Ribeauvillé portait précédemment le nom de René Spaeth.